# Clarion Hotel Sign

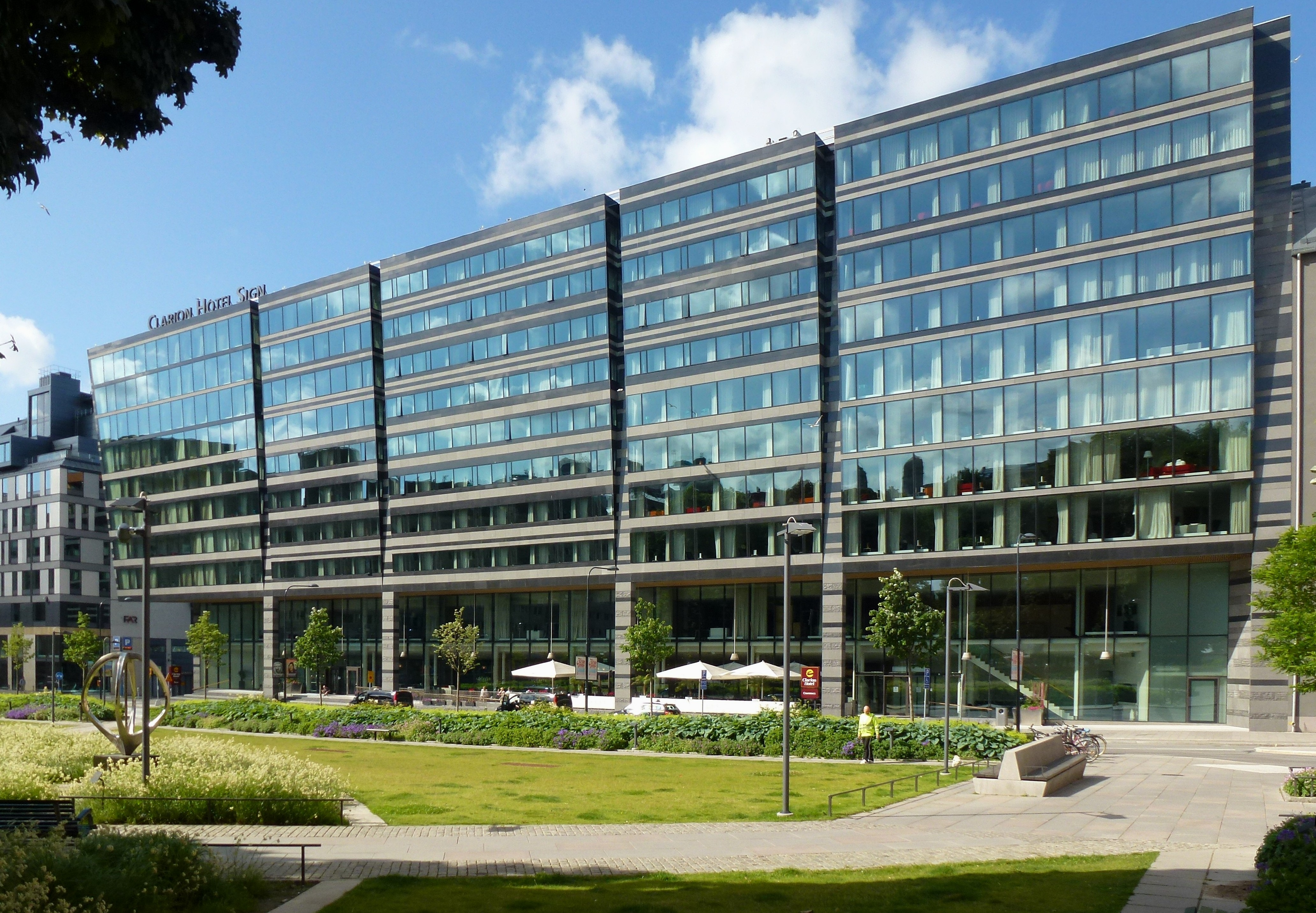
Fasad mot Norra Bantorget, juni 2012.

Clarion Hotel Sign är ett hotell inom Strawberry-kedjan, vid Norra Bantorget i Stockholm. Det öppnade den 5 februari 2008 och har 558 rum vilket gör det till Stockholms största hotell.

## Arkitektur
Byggnaden är ritad av arkitekt Gert Wingårdh och är inrett med möbler från skandinaviska formgivare, däribland Arne Jacobsen, Bruno Mathsson, Gunilla Allard och Alvar Aalto. Har även ett spa med uppvärmd utomhuspool på taket.
Byggnaden har en fasad i granit och är utformad med två spetsar som pekar mot centralstationen och lutar sig över Norra Bantorget.
Byggherre var norska AS Invest.

## Bilder

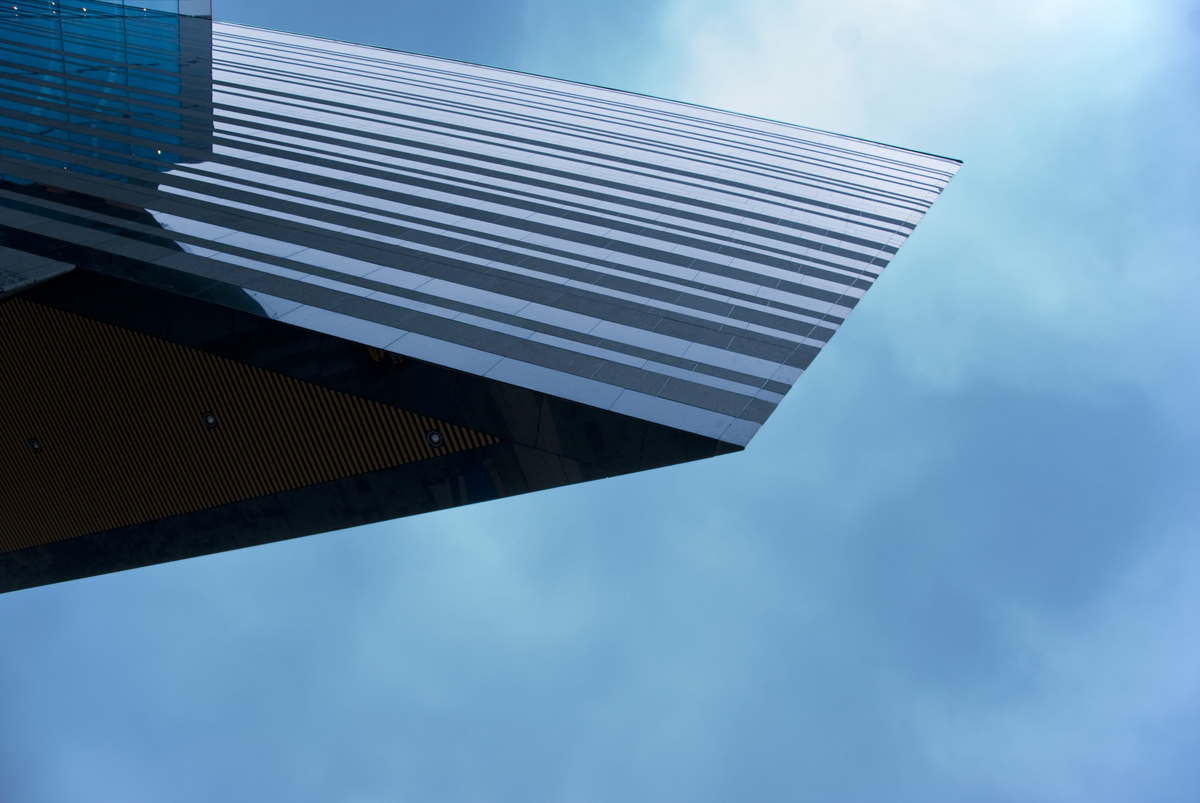
Clarion Sign, detalj
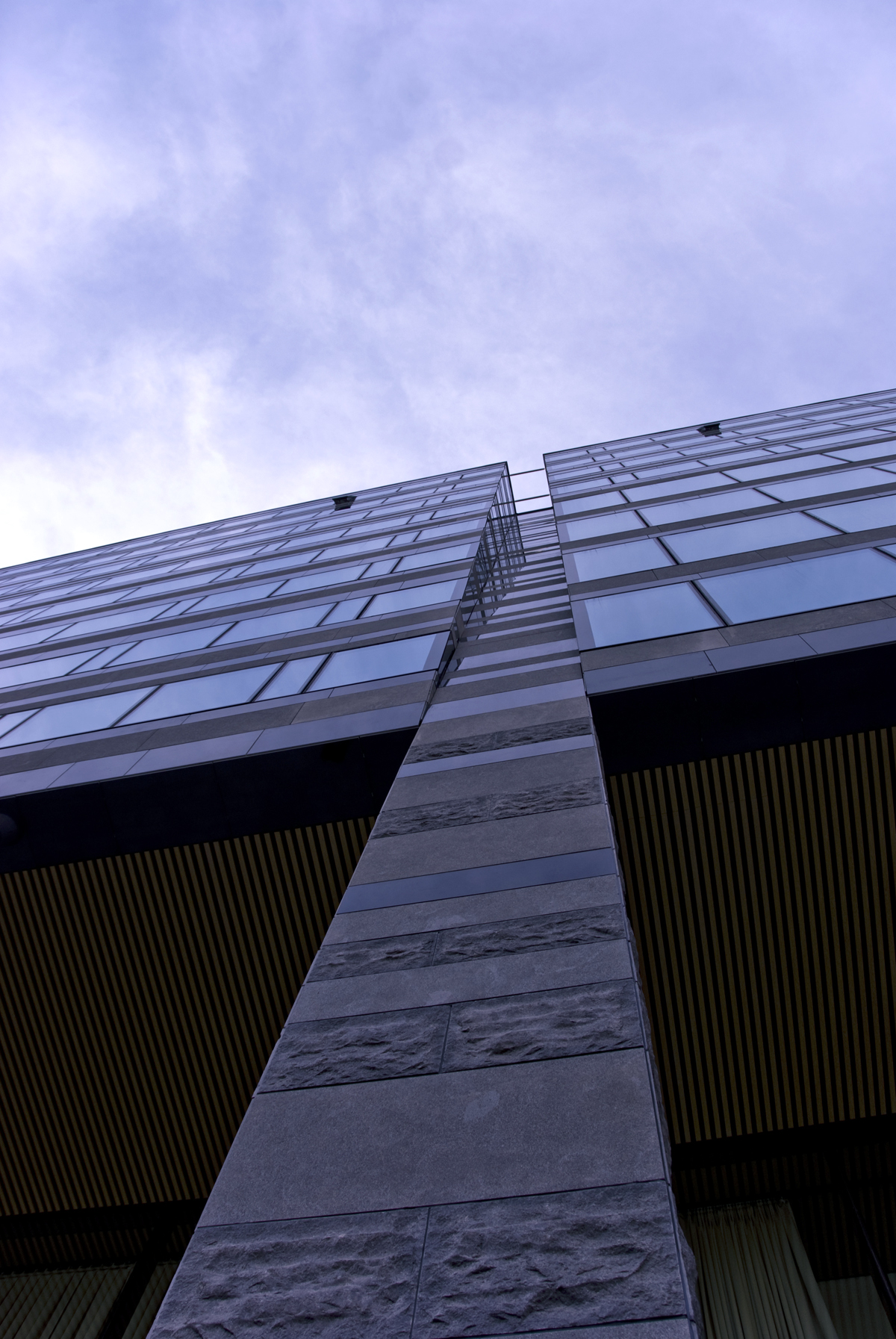
Clarion Signs fasad, detalj
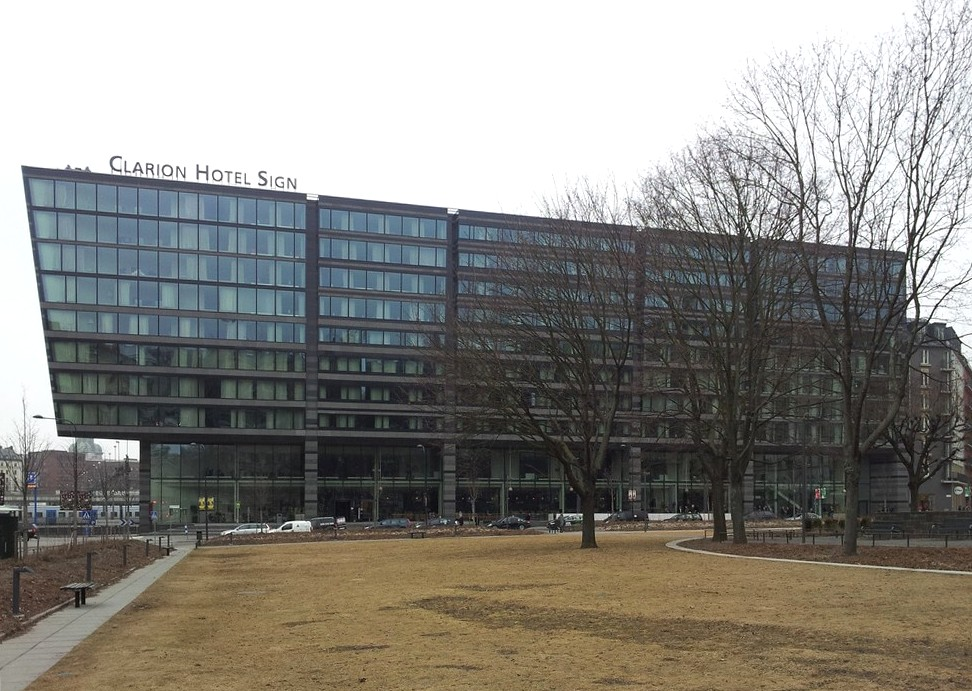
Clarion Sign
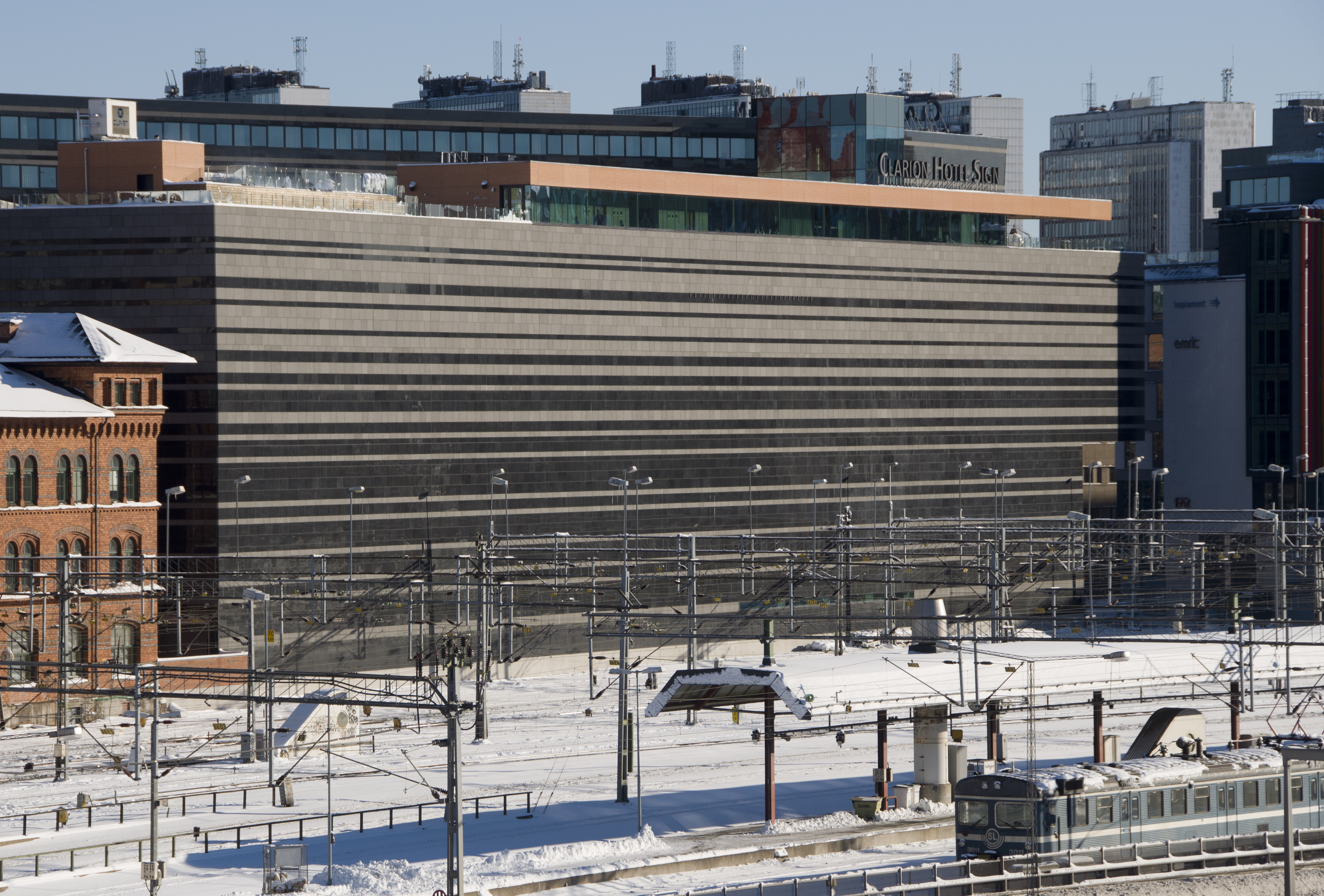
Baksidan mot järnvägsspåren